# Joseph Holterdorf
Joseph Holterdorf (* 23. August 1882 in Oelde; † 1961) war ein deutscher Verleger und Chefredakteur.

## Leben
Holterdorf wurde als Sohn des Verlegers Engelbert Holterdorf geboren. Sein Vater hatte 1880 die Tageszeitung Die Glocke gegründet. Er erhielt eine humanistische Bildung am Gymnasium in Meppen und absolvierte im Anschluss eine Ausbildung im väterlichen Betrieb. Nach dem Tod seines Vaters im Jahr 1925 übernahm er gemeinsam mit seinem Bruder Paul die Herausgabe der Zeitung.
Von 1908 bis 1925 war er Vorstandsmitglied des Rheinisch-Westfälischen Journalistenverbandes und von 1925 bis 1933 des Niederrheinisch-Westfälischen Zeitungsverlegervereins.
In Berlin wurde Holterdorf Ehrenmitglied der Katholischen Studentenverbindung KStV Rheinpreußen im KV, dem er bis zu seinem Tode verbunden blieb.

## Ehrungen
- 1953: Verdienstkreuz (Steckkreuz) der Bundesrepublik Deutschland